# Josef Massenkeil
Josef Jakob Adolf Massenkeil, auch Joseph Massenkeil, (* 26. Mai 1891 in Lorchhausen im Rheingau; † 16. März 1987 in Bad Godesberg) war ein deutscher Altphilologe, Schriftsteller und Politiker (Deutsche Zentrumspartei) sowie Mitglied des Provinziallandtages der Provinz Hessen-Nassau.

## Leben
Josef Massenkeil entstammte einer Rheingauer Lehrerfamilie und war ein Sohn des Lehrers Joseph Massenkeil. Nach dem Abitur am Gymnasium Montabaur im Jahre 1910 absolvierte er ein Studium der deutschen und klassischen Philologie sowie der Zeitungswissenschaften an den Universitäten in Freiburg/Breisgau, Berlin und Münster, wo er 1914 mit der Dissertation „Der Westfälische Merkur“ zum Dr. phil. promovierte.
Er war Altphilologe und machte sein Staatsexamen für Gymnasiallehrer in den Fächern Deutsch, Latein und Griechisch.
Er musste Kriegsdienst leisten und kam nach dem Krieg als Lehrer an die Gymnasien in Herford und Minden.
Von 1920 bis 1945 war er als Studienrat am Mädchengymnasium Wiesbaden tätig.
Massenkeil engagierte sich politisch und war Vorsitzender der Wiesbadener Zentrumspartei.
1933 erhielt er ein Mandat für den letzten Nassauischen Kommunallandtag des preußischen Regierungsbezirks Wiesbaden bzw. für den Provinziallandtag der Provinz Hessen-Nassau.
Wegen seiner Nähe zur katholischen Kirche wurde er in den langen Jahren seiner Lehrertätigkeit nicht befördert; er war auch nicht Mitglied der NSDAP.
Vom 23. bis 25. August 1944 wurde er im Rahmen der Aktion Gitter verhaftet. Die Gestapo hatte nach den Ereignissen am 20. Juli 1944 in einer umfassenden Verhaftungsaktion zahlreiche Mandatsträger verschiedener Parteien verhaftet.
Nach dem Krieg war Massenkeil zunächst ein halbes Jahr lang als Schulrat bei der Bezirksregierung Wiesbaden eingesetzt, um dann wieder in den Schulbetrieb zurückzukehren. Von November 1947 bis Jahresende 1949 übernahm er bei der Bezirksregierung Montabaur die Leitung der Abteilung Kirchen und Schulen. Von 1950 bis zum 31. März 1957, als er in den Ruhestand verabschiedet wurde, war er wieder im Wiesbadener Schuldienst tätig. Zuletzt war er Oberstudiendirektor. Er gehörte zu den Mitbegründern der Wiesbadener CDU.
Er betätigte sich schriftstellerisch -vor allem auf dem Gebiet seiner nassauischen Heimat- und rief die Nassauische Heimat ins Leben. Das Blatt war eine Beilage in der Rheinischen Volkszeitung, die der katholischen Zentrumspartei nahestand.
Massenkeil schrieb u. a. Das deutsche Zeitungswesen in Proben, Erlassen und Urteilen (1927), Rheinisches Land und Volk bei lateinischen Schriftstellern (1929) und Rheinisches Schrifttum (1931).

### Familie
Am 31. März 1921 heiratete er Lotte Böhlen (1901–1997). Aus der Ehe sind die Söhne Heinz Josef (* 1925, Gynäkologe), Günther (1926–2014, Musikwissenschaftler) und Jürgen (* 1931, Rechtsanwalt) hervorgegangen.